# František Štícha
František Štícha (ur. 23 listopada 1950) – czeski językoznawca, pracownik naukowy Instytutu Języka Czeskiego. Zajmuje się badaniem gramatyki, zwłaszcza składni języka czeskiego, a także badaniami kontrastywnymi nad językiem czeskim i niemieckim.

## Życiorys
W 1975 r. ukończył studia dyplomowe z zakresu języka czeskiego i języka niemieckiego na Wydziale Pedagogicznym Zachodnioczeskiego Uniwersytetu w Pilźnie. Rok później uzyskał tytuł PhDr. („mały doktorat”) na Wydziale Filozoficznym Uniwersytetu Karola w Pradze. W 1981 r. otrzymał tytuł kandydata nauk; w 2004 r. habilitację.
Jest redaktorem naczelnym czasopisma „Korpus – gramatika – axiologie” oraz członkiem rady redakcyjnej czasopisma „Linguistica Pragensia”. W swoim dorobku ma liczne recenzje oraz prace naukowe, koncentrujące się na różnych działach bohemistyki i germanistyki. Jest m.in. autorem monografii Utváření a hierarchizace struktury větného znaku (1984) i Česko-německá srovnávací gramatika (Argo 2003). Prowadzi kolumnę popularyzatorską w tygodniku „Rozhlas”. W Instytucie Translatologii Uniwersytetu Karola wykłada gramatykę kontrastywną czesko-niemiecką i stylistykę.
Jego monografia Utváření a hierarchizace struktury větného znaku przedstawia oryginalny pogląd na problematykę kategorii składniowych i morfologicznych, a Česko-německá srovnávací gramatika uchodzi za pionierski wkład w dziedzinie gramatyki porównawczej. W nowszych opracowaniach naukowych, poruszających szeroki zakres zagadnień gramatycznych i leksykologicznych, Štícha wykorzystuje metody oferowane przez elektroniczne korpusy językowe.